# Česnek tuhý
Česnek tuhý (Allium strictum) je druh jednoděložné rostliny z čeledi amarylkovitých.

## Popis
Jedná se o vytrvalou, cca 25–50 cm vysokou rostlinu s podzemní cibulí. Cibule je dlouze vejcovitá, obalné šupiny se síťnatě rozpadají a vlákna zahalují lodyhu až 3 cm nad povrch půdy. Lodyha asi v dolní třetině zahalena pochvami listů, je slabě rýhovaná. Listy jsou přisedlé, čepele jsou čárkovité, žlábkovité, až 18 cm dlouhé a asi 3–5 mm široké. Květy jsou uspořádány do květenství, jedná se o lichookolík (stažený šroubel), který je polokulovitý a má asi 1,5–3 cm v průměru. Květenství je podepřeno toulcem, který je dvouklaný, cca 1 cm dlouhý, asi stejně dlouhý jako stopky květů. Okvětní lístky jsou cca 4–5 mm dlouhé a 1,5 mm široké, růžovofialové. Tyčinky jsou o něco delší než okvětí, vnější nitky jsou šídlovité, vnitřní na bázi rozšířené a často dvojzubé. Plodem je tobolka.

## Rozšíření ve světě
Areál druhu je v Evropě značně ostrůvkovitý, protože se jedná o výrazný glaciální relikt. Více lokalit se nachází v kontinentálních údolích Alp a ve středních a severních Čechách, pak už jsou jen izolované lokality ve středním Německu, jediná lokalita na Slovensku u Popradu (Primovce). Několik izolovaných lokalit je ve východní a severovýchodní Evropě. Souvislejší rozšíření má v Asii, kde roste v Kazachstánu, na Sibiři, v Mongolsku, na Dálném východě a v severní Číně.

## Rozšíření v Česku
V ČR to je vzácný a silně ohrožený druh, kategorie C2. Roste jen v skalách a ve skalních stepích středních a severních Čech, hlavně v Českém krasu, v Českém středohoří, v dolním Povltaví a na Bezdězu. Na Moravě chybí.